# Xpeng P5
Xpeng P5 — електромобіль середнього класу, що випускається під китайським брендом Xpeng з 2021 року.

## Історія та опис моделі

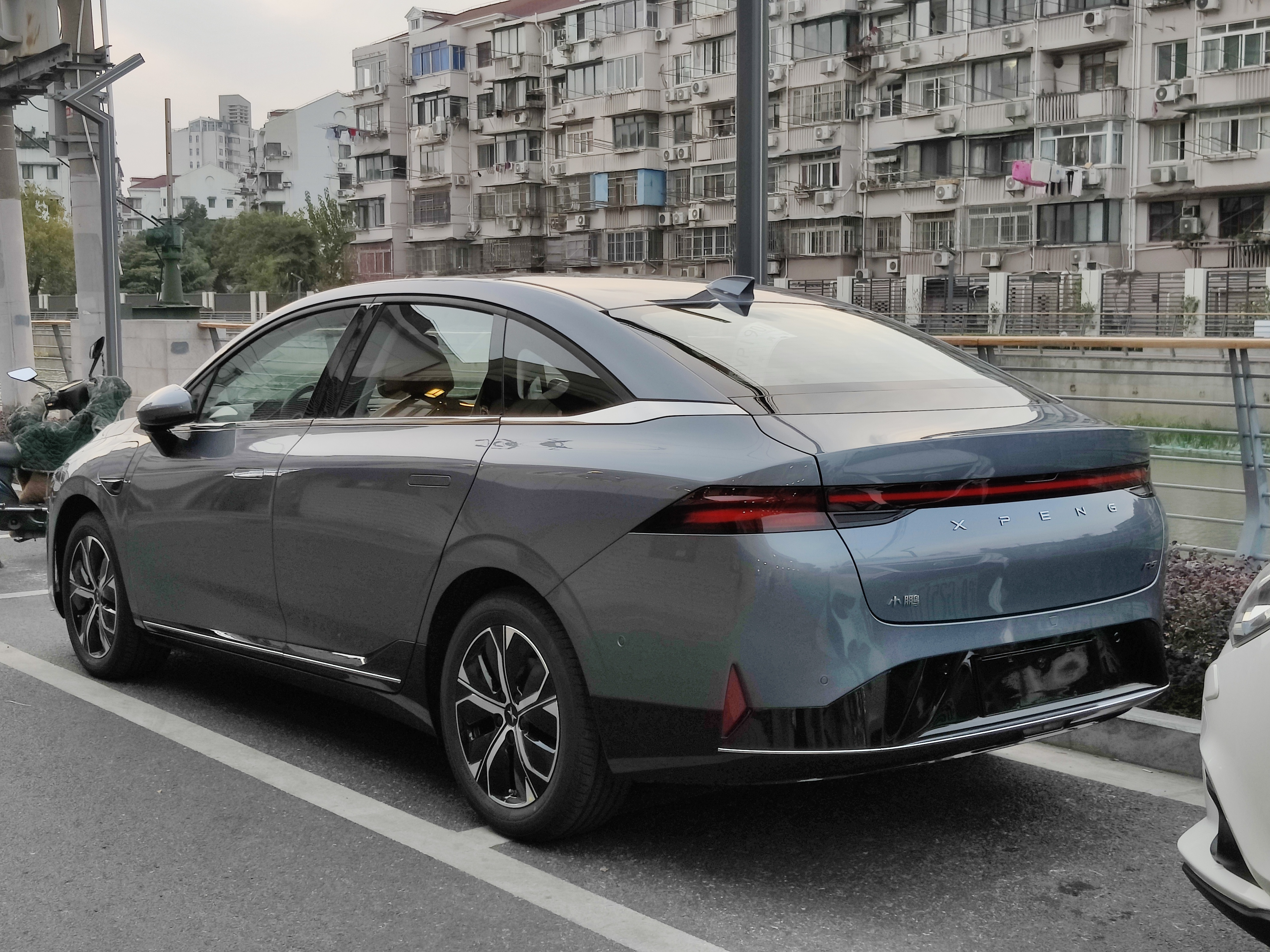
XPeng P5

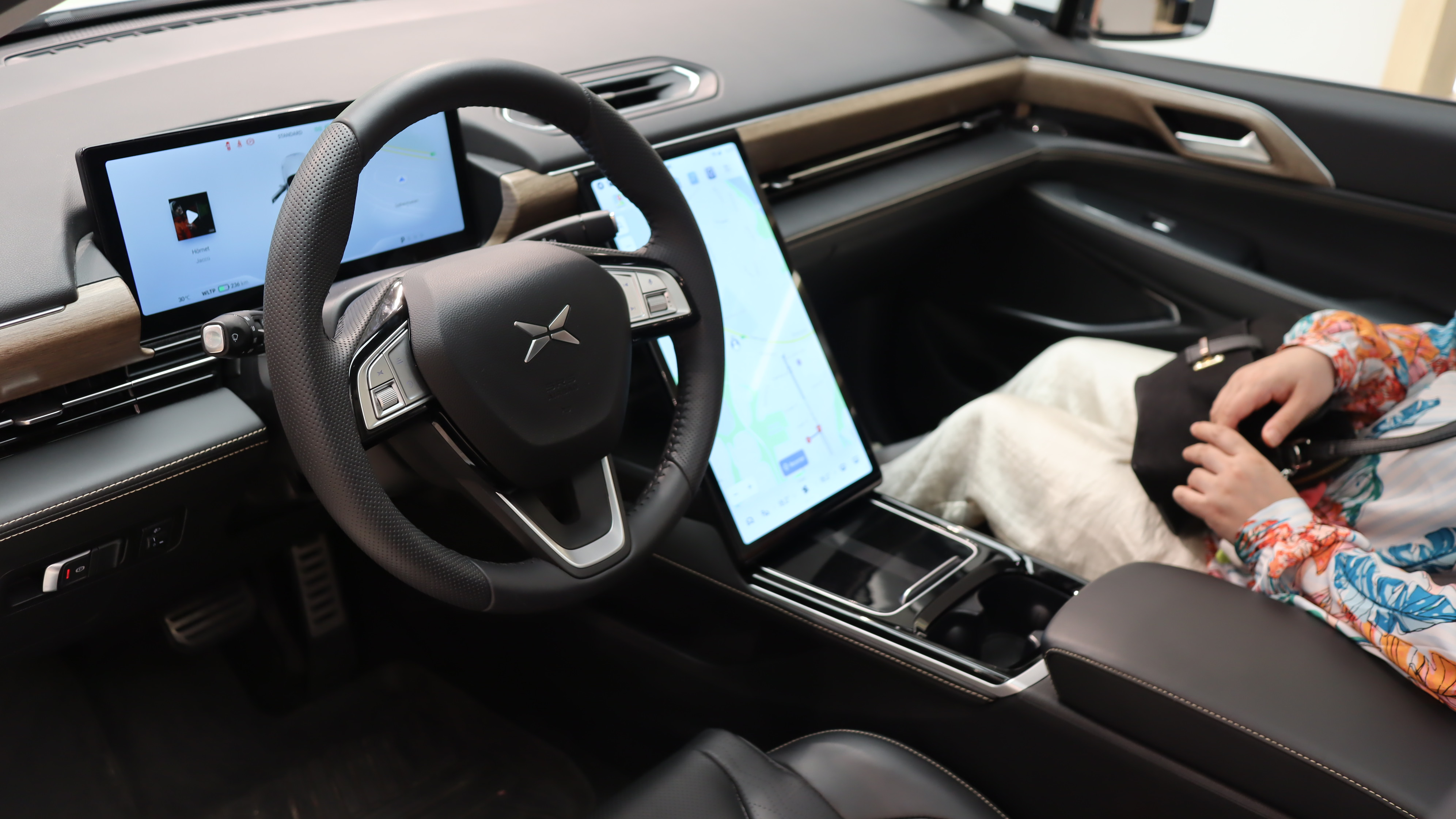

На міжнародному автосалоні Shanghai Auto Show у квітні 2021 року Xiaopeng Motors представила третю модель свого бренду Xpeng, доповнивши пропозицію як дешевшу і меншу альтернативу флагманському лімузину P7. Автомобіль отримав форму середнього 4-дверного седана.
З точки зору дизайну, Xpeng P5 розробив концепцію стилю більшого P7, який вирізняється м'яко нахиленою лінією даху до короткої, тонкої кінцівки задньої частини кузова. Фари, виготовлені за світлодіодною технологією, були з'єднані світловою смугою між собою, а порт для зарядки розташовувався в правому передньому крилі.
Салон салону виконано в мінімалістичному дизайні, де домінує величезний вертикальний сенсорний екран мультимедійної системи, розташований під кутом між краєм приладової панелі та центральним тунелем, який характеризується діагоналлю 15,6 дюймів. Автомобіль оснащений мультимедійною системою Xmart OS 3.0 третього покоління з функцією голосового керування.

### Технологія LiDAR
Xpeng P5 — перший в історії автомобіль масового виробництва, оснащений передовою системою автономного водіння LiDAR Technology. Він складається з датчиків, які взаємодіють з лазерним ладаром, який сканує оточення автомобіля на відстані 150 метрів в діапазоні 150 градусів, включаючи дальнє світло, інші транспортні засоби, що рухаються, а також пішоходів і велосипедистів, що рухаються поблизу. 32 датчики складаються з двох LiDAR, 12 ультразвукових і 5 мікрохвильових датчиків і 13 камер обробки зображень з високою роздільною здатністю.

### Продаж
Старт продажів Xpenga P5 запланований на четвертий квартал 2021 року, починаючи з внутрішнього китайського ринку. Автомобіль привернув багато уваги під час його запуску, Xpeng зібрав 10 000 замовлень на P5 протягом 53 годин після його дебюту. У 2022 році планується розпочати продаж автомобіля також на окремих західноєвропейських ринках, починаючи з Норвегії.

### Технічні дані
Повністю електрична силова система Xpenga P5 дозволить вам проїхати приблизно 600 кілометрів на одному заряді. Автомобіль буде доступний як із заднім приводом, так і з повним приводом.